# Burg Kalø
Burg Kalø (dänisch: Kalø Slot oder Kalø Slotsruin) ist die Ruine einer mittelalterlichen Burg auf der dänischen Insel Kalø.

## Geografie
Die Burg liegt in der Kalø Vig, etwa zwei Kilometer von Rønde in der Gemeinde Syddjurs in der Region Midtjylland entfernt, auf der über einen Damm mit dem Festland verbundenen Insel Kalø.

## Geschichte
Der Bau der Burg wurde im Jahr 1313 durch König Erik VI. Menved begonnen als eine von mindestens vier Burgen auf Jütland, die die neuerstarkte Königsmacht nach dem Niederschlag von Revolten befestigen und demonstrieren sollte. Sein Nachfolger Christoph II. musste in seiner Handfeste zusichern, die Burg niederzureißen, baute sie aber wieder auf. Christoph verpfändete große Teile seines Reichs an Gert von Holstein, der Kalø an seinen Gefolgsmann Claus Limbek weitergab. Die Burg blieb Pfand für verschiedene Kreditgeber, bis Königin Margarethe I. sie 1407 auslöste. In den folgenden Jahrhunderten blieb Kalø Besitz der Krone und wurde wichtigen Adligen, zumeist aus der Familie Rosenkrantz, als Lehen vergeben.
1518 ließ König Christian II. hier durch den Lehnsmann Erik Eriksen Banner (1484–1554) sechs schwedische Geiseln gefangen halten, die ihm der schwedische Reichsverweser Sten Sture der Jüngere stellen musste, darunter den späteren schwedischen König Gustav I. Wasa. Gustav Wasa gelang 1519 die Flucht nach Lübeck. Banner gehörte später zu den Adligen, die 1534 die Wahl des evangelischen Herzogs Christian III. zum dänischen König unterstützten und in der Grafenfehde auf seiner Seite standen. 1574 wurde Holger Rosenkrantz als Sohn des damaligen Lehnsherrn Jørgen Ottesen Rosenkrantz auf Kalø Slot geboren. Später waren erst sein Schwiegersohn, der Reichskanzler Christen Thomesen Sehested (1590–1657) und bis 1661 seine Söhne Gunde und Erik Lehnsherren auf Kalø.
1661 erhielt Ulrich Friedrich Gyldenlöwe (1638–1704) Burg und Land als Hochzeitsgeschenk bei seiner Eheschließung mit Marie Grubbe (1643–1717). Nach ihrer Scheidung 1670 fiel beides zurück an die Krone. 1690 erhielt Conrad von Reventlow (1644–1708) das Lehen, dessen Nachkommen Burg und Land bis 1800 behielten. 1800 erwarb es der Kaufmann Morten Friderich Leemeyer. Die Anlage verfiel zunehmend. 1828 kaufte der Hamburger Kaufmann Martin Johann Jenisch der Jüngere (1793–1857) sie Leemeyers verwitweten Schwiegertochter ab. Familie Jenisch wurde wie alle deutschen Grundbesitzer in Dänemark 1945 enteignet. Die Burg gehört seitdem dem dänischen Staat und ist für Besichtigungen geöffnet.
Neben den Ruinen der Burg – im Wesentlichen sind die Fundamente sowie einige höhere Mauern und der Rest eines Hauptturms erhalten – sind die Wallanlagen auf der Insel Kalø deutlich erkennbar. Im Sommer 2015 wurde durch die Naturbehörde die Burgruine für Besucher umgebaut, indem eine Treppe einen Aussichtspunkt im Turm der Anlage zugänglich macht. Alle Einbauten wurden derart ausgeführt, dass der ursprüngliche Zustand problemlos wiederhergestellt werden kann.

Burg Kalø
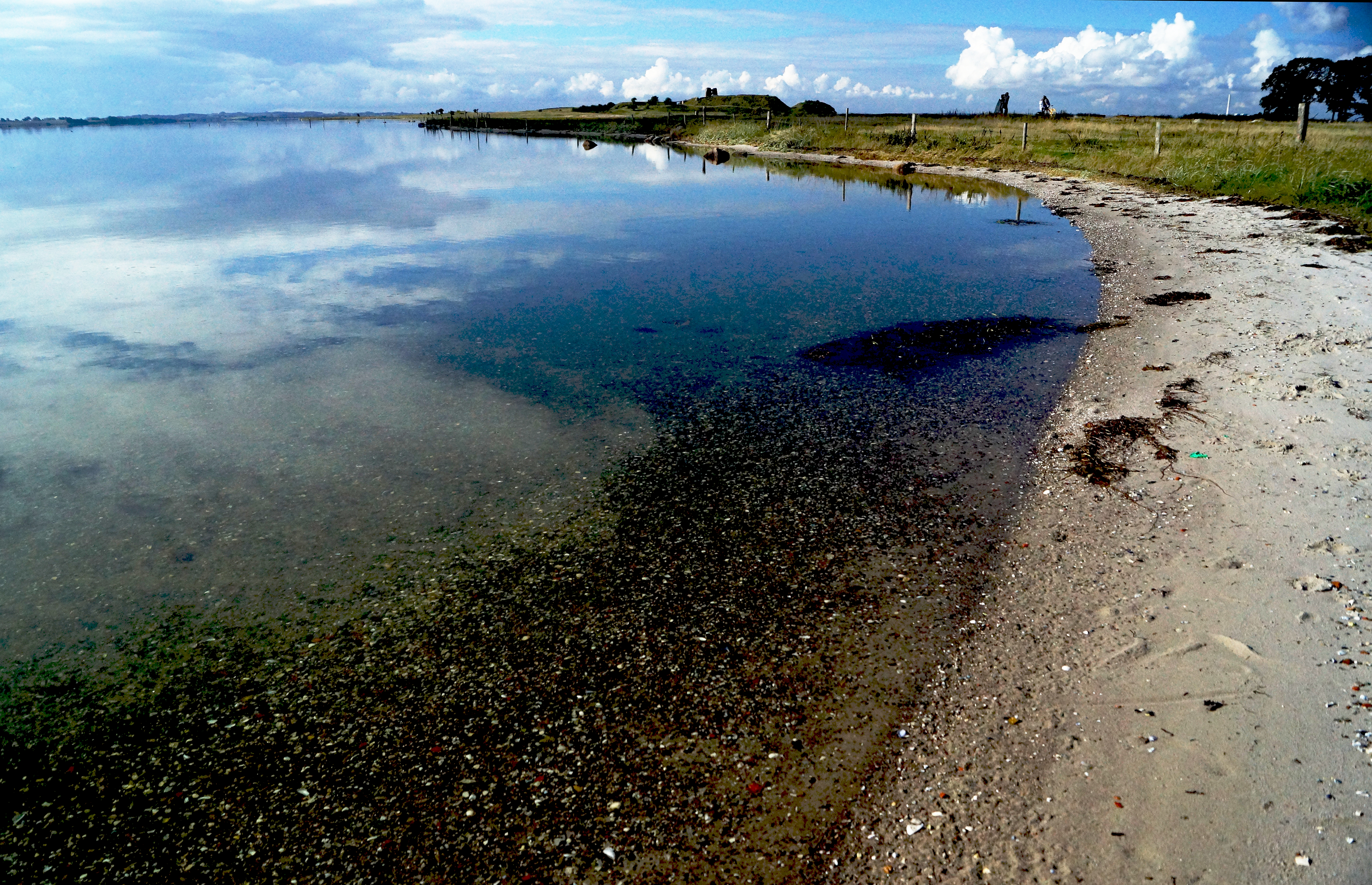
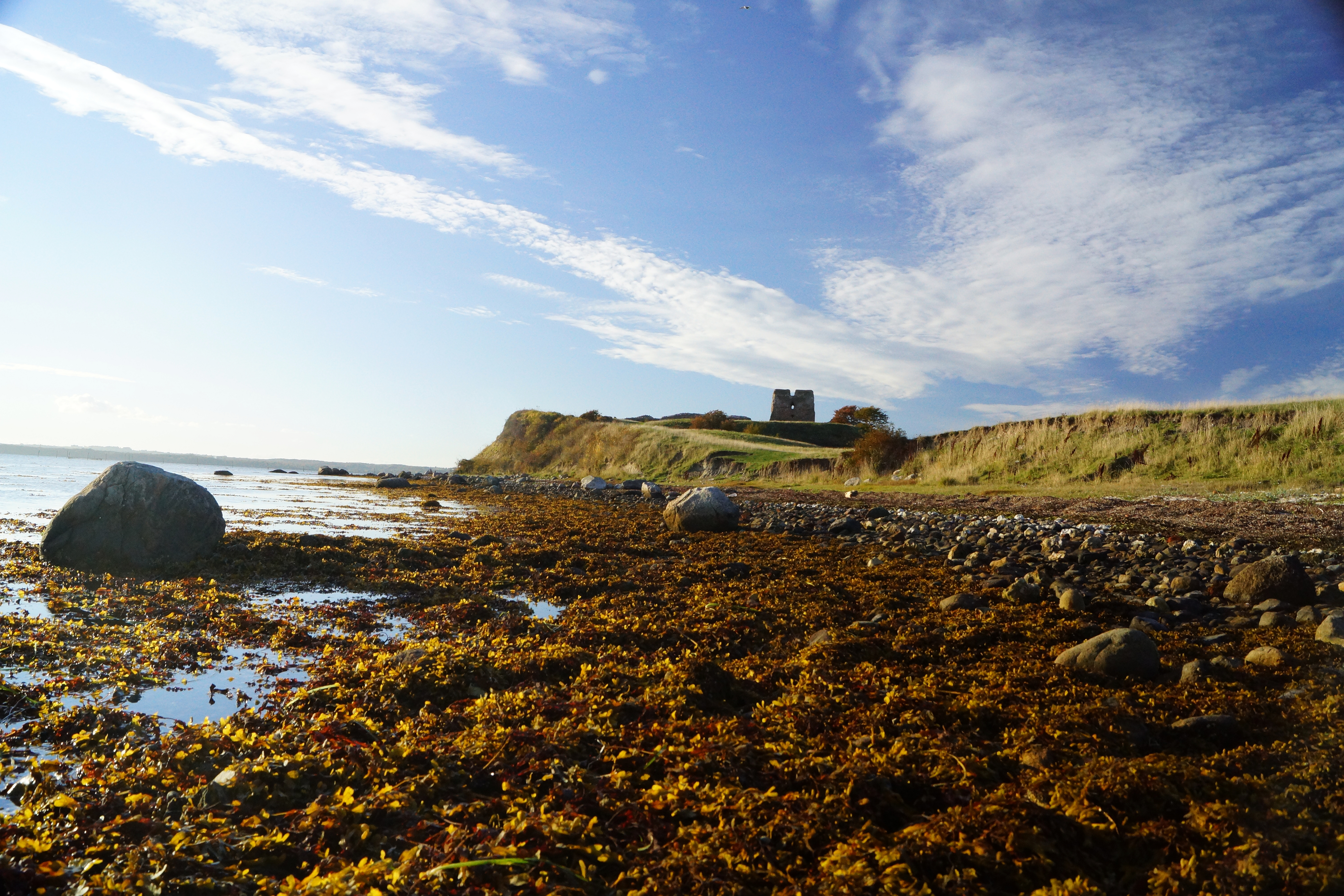
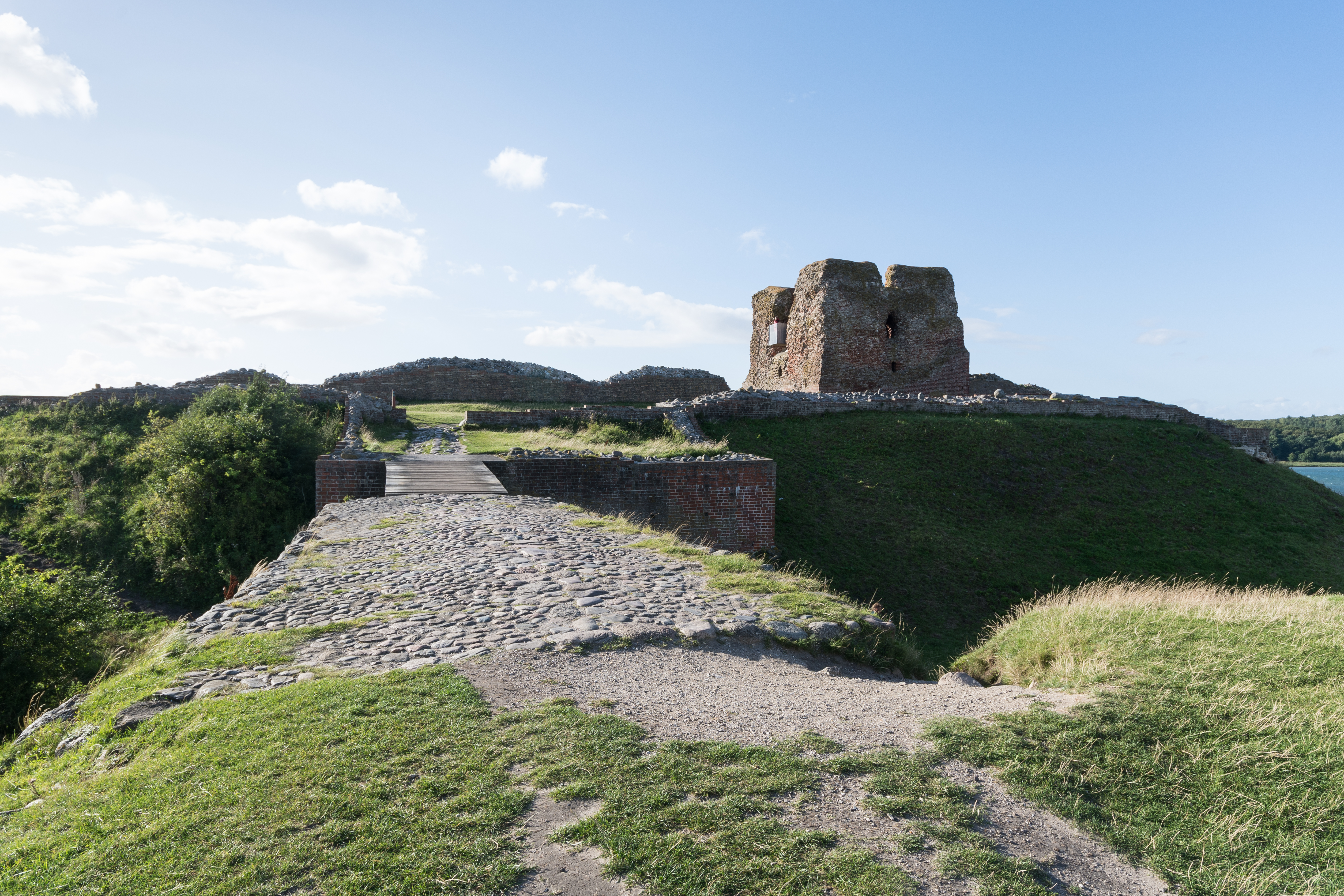
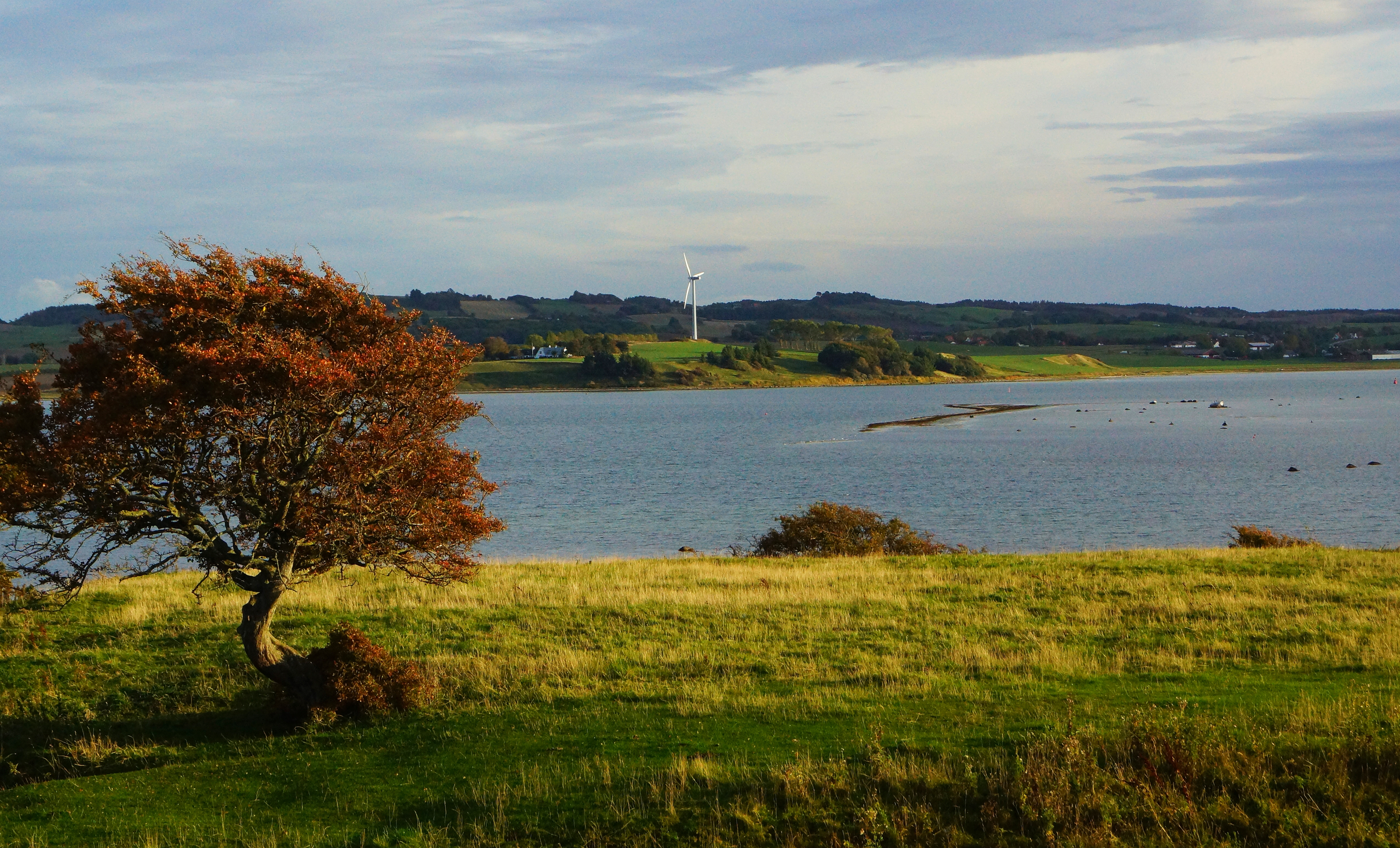
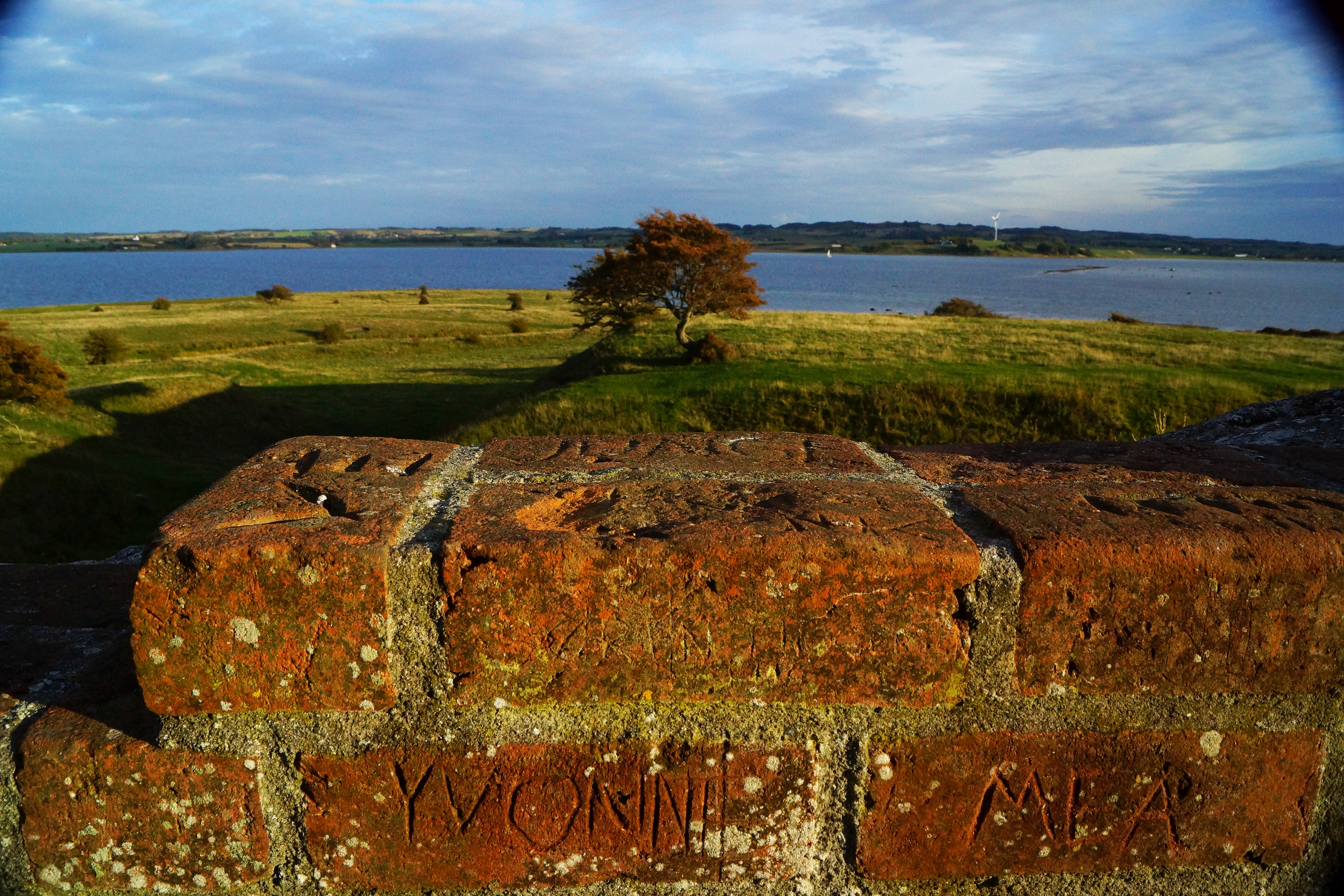
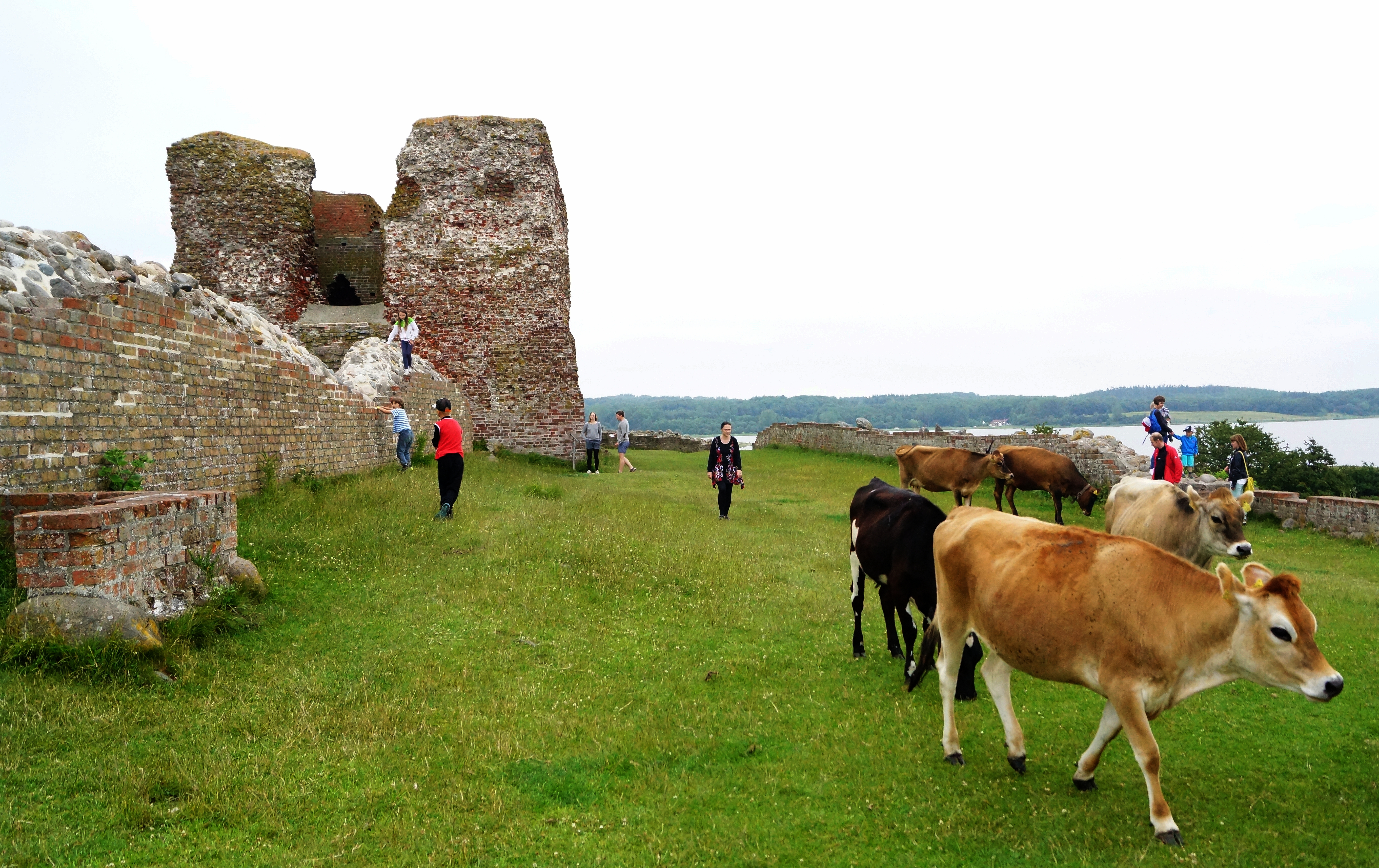
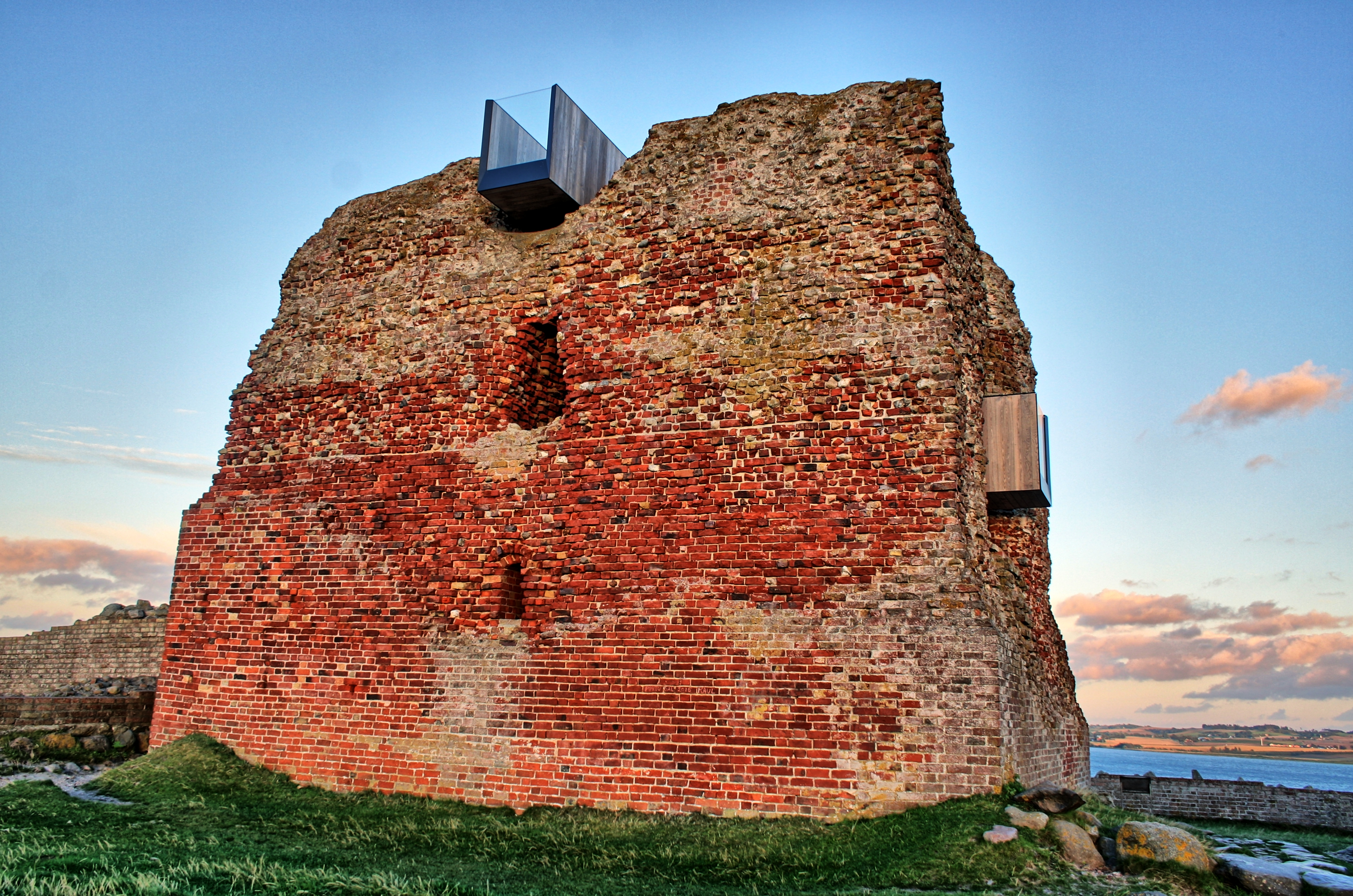
Burg Kalø aus der Nähe